# محطة قطار برحال
مَحطة برحال هي محطة القطار جزائرية تقع في إقليم بلدية برحال بولاية عنابة. تُعدّ جزءًا من شبكة الخطوط الإقليمية التي وتديرها الشركة الوطنية للنقل بالسكك الحديدية في الجزائر.

## الوضع في السكك الحديدية
تَقع المحطة جنوب غرب مدينة برحال، على الخط الممتد من رمضان جمال إلى عنابة . تسبقها محطة العزابة وتتبعها محطة وادي زيد .

## التاريخ
تَمت تسمية المحطة بعين مقرة عندما تم إفتتاح الخط الذي يربط منجم الحديد بعين مقرة بميناء عنابة لخدمة الركاب في عام 1885.

## خدمة الركاب

### خدمة
تخدم المحطة قطارات إقليمية على خط عنابة - برحال,.

## الملاحظات والمراجع
1. ↑  "Annaba : Le train de banlieue reliant Berrahal à Annaba siffle enfin". reporters.dz. 11 janvier 2018. مؤرشف من الأصل في 2023-03-28. اطلع عليه بتاريخ 28 mars 2023. {{استشهاد ويب}}: تحقق من التاريخ في: |تاريخ-الوصول= و|تاريخ= (مساعدة).

## أُنظر أيضا

### ًََمقالات ذات صلة
- خط من رمضان جميل إلى عنابة
- قائمة محطات القطارات في الجزائر

### َروابط خارجية
- "ش.و.ن.س.ح". الشركة الوطنية للنقل بالسكك الحديدية. مؤرشف من الأصل في 2025-05-05.